# Anseropoda insignis
Anseropoda insignis is een zeester uit de familie Asterinidae.
De wetenschappelijke naam van de soort werd in 1906 gepubliceerd door Walter Kenrick Fisher.